# Abū Muhammad al-Maqdisī
Abū Muhammad ʿĀsim ibn Muhammad al-Maqdisī (arabisch أبو محمد عاصم بن محمد المقدسي, DMG Abū Muḥammad ʿĀṣim ibn Muḥammad al-Maqdisī, eigentlich ʿIsām al-Barqāwī عصام البرقاوي / ʿIṣām al-Barqāwī; geboren 1959 in dem Dorf Barqā bei Nablus) ist ein palästinensisch-jordanischer Ideologe des dschihadistischen Salafismus. 1989 erklärte er Saudi-Arabien zu einem „ungläubigen Staat“. Ab 1992 arbeitete er mit Abū Musʿab az-Zarqāwī, dem späteren Führer der Organisation al-Qaida im Irak zusammen, und baute mit ihm eine dschihadistische Organisation auf, die sich at-Tauhīd wa-l-Dschihād nannte. Im Jahre 2004 distanzierte er sich allerdings öffentlich von ihm, als az-Zarqāwī anfing, im Irak gewaltsam gegen Schiiten vorzugehen. Auch gegenüber der Organisation Islamischer Staat (IS), deren Anfänge auf az-Zarqāwī zurückgehen, äußerte er sich mehrfach kritisch. Seit Anfang 2014 fordert al-Maqdisī die Dschihad-Kämpfer weltweit zur Loyalität gegenüber al-Qaida-Führer Aiman az-Zawahiri auf.
Das Combating Terrorism Center in West Point (New York) beschrieb al-Maqdisī in einer Studie von 2006 als den muslimischen Gelehrten mit dem größten Einfluss innerhalb des militant-islamistischen Feldes weltweit. Seit seiner ersten Verhaftung im Jahre 1994 verbrachte al-Maqdisī die meiste Zeit in jordanischen Gefängnissen. Im Oktober 2014 war er in Bemühungen um die Freilassung der amerikanischen Geisel Peter Kassig eingebunden, wurde dann jedoch wegen Verbreitung dschihadistischer Propaganda im Internet erneut verhaftet. Seit dem 5. Februar 2015 ist er wieder frei. Es wird vermutet, dass seine Freilassung, die unmittelbar nach der Ermordung des jordanischen Piloten Muʿādh al-Kasāsba durch die IS-Miliz erfolgte, darauf abzielte, al-Maqdisī zu neuen IS-kritischen Äußerungen zu ermutigen.

## Name und Herkunft
Die Nisba al-Barqāwī in al-Maqdisīs ursprünglichem Namen bezieht sich auf das Dorf al-Barqā in der West Bank, in dem er geboren wurde. Seinen Vornamen änderte er später in ʿĀsim ab, weil ʿIsām auch ein weiblicher Vorname ist und er sich mit ʿĀsim an dem Vorbild verschiedener Prophetengefährten, die so hießen, orientieren wollte. Auch die Nisba al-Maqdisī, die auf Jerusalem verweist, hat er erst später angenommen.
Al-Maqdisī hat außerdem immer wieder hervorgehoben, dass er den sogenannten Hāfī, einem Zweig des zentralarabischen Stamm der ʿUtaiba angehört. Hieraus erklärt sich, dass er auch die Nisba al-ʿUtaibī für sich verwendet. Die ʿUtaiba waren ein wichtiges Element in der militanten wahhabitischen Ichwān-Bewegung, die ihren Höhepunkt zwischen 1912 und 1930 erlebte.

## Frühe Jahre in Kuwait und Mossul
Als Abū Muhammad al-Maqdisī drei oder vier Jahre alt war, zog er mit seinen Eltern nach Kuwait, wo er seine Schulausbildung erhielt. Gegen Ende seines Besuchs der Sekundarschule schloss er sich einer islamistischen Gruppe an, die als Dschamāʿat Ahl al-Hadīth („Gemeinschaft der Leute des Hadīth“) bekannt war und von Dschuhaimān al-ʿUtaibī inspiriert war, der 1979 die Große Moschee von Mekka besetzt hatte. In den frühen 1980er Jahren kam al-Maqdisī in Kontakt mit dem kuwaitischen Zweig von al-Dschamāʿa as-Salafīya al-Muhtasiba („Die salafitische, Hisba betreibende Gemeinschaft“), die früher von al-ʿUtaibī angeführt worden war und eine strikte Befolgung der Scharia forderte.
Auf Wunsch seines Vaters nahm er ein Studium der Naturwissenschaften an der Universität Mossul auf. Wie er später in einem Essay beschrieb, fühlte er sich dort aber wegen des koedukativen Lehrsystems, das er als unislamisch verabscheute, sehr unwohl.

## Saudi-Arabien, „Millat Ibrāhīm“
Nach drei Jahren brach al-Maqdisī sein Studium in Mossul ab und begab sich nach Saudi-Arabien, um an der Islamischen Universität Medina Scharia-Wissenschaften zu studieren. Während seines Studiums in Medina in den frühen 1980er Jahren beschäftigte er sich viel mit der Frage des Takfīr und wurde zu einem heftigen Kritiker arabischer Regime. Außerdem arbeitete er an seinem ersten größeren Buch „Die Gemeinschaft Abrahams und die Daʿwa der Propheten und Gesandten“ (Millat Ibrāhīm wa-daʿwat al-anbiyāʾ wa-l-mursalīn), das er 1984 veröffentlichte. Das Buch, in dem er Ideen von al-ʿUtaibī weiterentwickelte, betont die Notwendigkeit, dass Muslime in ihrem Leben das Prinzip des al-Walā' wa-l-barā' („Loyalität und Lossagung“) anwenden, das nach seiner Auffassung bedeutet, dass Muslime in jeder erdenklichen Hinsicht Gott gegenüber loyal und treu sein müssen, während sie sich umgekehrt von allen Formen des Schirk und seinen Anhängern lossagen. Al-Maqdisī stützte seine diesbezügliche Lehre insbesondere auf das Koranwort in Sure 60:4, in dem es heißt: „Ein schönes Vorbild habt ihr an Abraham und an denen, die mit ihm waren. Damals als sie sagten: ‚Wir sind nicht verantwortlich für euch und nicht für das, was ihr noch außer Gott verehrt. Wir wollen nichts von euch wissen. Offenkundig wurden Feindschaft und Hass zwischen uns und euch für immer, bis ihr einzig und allein an Gott glaubt‘“ (Übers. H. Bobzin). Auf politischer Ebene leitete al-Maqdisī aus diesem Prinzip ab, dass sich die Muslime von den Herrschern ihrer Länder lossagen und diese stürzen müssten.

## Pakistan und Afghanistan, Takfīr gegen Saudi-Arabien
Von Saudi-Arabien aus begab sich al-Maqdisī Mitte der 1980er Jahre nach Pakistan und Afghanistan, wo zu jener Zeit Afghanen und andere muslimische Freiwillige Krieg gegen die Sowjetunion führten. Al-Maqdisī beteiligte sich zwar nicht selbst an den Kämpfen, nutzte aber die Zeit, um unter den dortigen arabischen Dschihad-Kämpfern sein Buch Millat Ibrāhīm und seine Lehren zu verbreiten. Zwischendurch reiste er immer wieder nach Kuwait und Saudi-Arabien zurück, wo er neue Bücher schrieb. So verfasste er 1987/88 in Kuwait ein Buch, in dem er sich mit dem Korankommentar Fī ẓilāl al-qurʾān von Sayyid Qutb auseinandersetzte, der von saudischen Gelehrten wie ʿAbdallāh ad-Duwaisch als fehlerhaft kritisiert worden war.
Während eines sechsmonatigen Aufenthaltes in Afghanistan 1989 bemühte al-Maqdisī das Prinzip al-Walā' wa-l-barā' , um zu zeigen, dass auch die saudische Führung als ungläubig zu betrachten sei, und verwies dazu auf zahlreiche in Saudi-Arabien gültige Erlasse, die nicht auf die Scharia gegründet sind, sowie auf Briefe des früheren Muftis des Königreichs, Muhammad ibn Ibrahim. Das Buch, in dem er diese Gedanken vortrug, hatte den Titel „Die klaren Aufdeckungen über den Unglauben des saudischen Staates“ (Al-Kawāšif al-ǧalīya fī kufr ad-daula al-Suʿūdīya), und wurde selbst von Osama bin Laden als zu radikal betrachtet, um es in den Kreisen von al-Qaida zu verwenden.
Anfang der 1990er Jahre reiste al-Maqdisī erneut nach Pakistan. Dort traf er in Peschawar im Haus des dschihadistischen Ideologen Abū l-Walīd al-Ansārī zum ersten Mal mit Abū Musʿab az-Zarqāwī zusammen. Eine Polemik, die er 1991/92 veröffentlichte, richtete sich gegen solche Gelehrte, die das Prinzip al-Walā' wa-l-barā'  nicht anwandten und die er deswegen als die „Murdschi'a der Gegenwart“ (Murǧiʾat al-ʿaṣr) betrachtete.

## Jordanien: Kritik am politischen System
Da al-Maqdisī nach dem Zweiten Golfkrieg nicht mehr nach Saudi-Arabien und Kuwait zurückkehren konnte, verlegte er 1992 seinen Hauptwohnsitz nach Jordanien. Hier gründete er 1993 mit az-Zarqāwī die Organisation at-Tauhīd wa-l-Dschihād („Einheitsbekenntnis und Dschihad“) und wurde in den folgenden Jahren zum wichtigsten geistlichen Führer der radikal-islamistischen Gemeinde. Während az-Zarqāwī ihm dabei half, seine Schriften in Jordanien zu verbreiten, zog ein anderer dschihadistischer Ideologe palästinensischer Herkunft, Abū Qatāda al-Filastīnī, 1993 nach Großbritannien und popularisierte dort al-Maqdisīs Schriften.
Vor den jordanischen Parlamentswahlen von 1993 veröffentlichte al-Maqdisī ein Buch mit dem Titel „Demokratie ist eine Religion“ (ad-Dīmuqrāṭīya dīn). Darin vertrat er die These, dass Demokratie und Monotheismus unvereinbar seien und Demokratie insofern Unglaube gleichkäme und die Gläubigen zur Fitna verführe. Aufgrund der Natur einer Demokratie – die Herrschaft des Volkes (ḥukm aš-šaʿb) – könne sich die Mehrheit stets auf das einigen, was sie derzeit für richtig halte. Al-Maqdisī sieht jedoch den Sinn der Herabsendung des Korans darin, den Menschen ein System zu lehren, in dem alles auf die Anbetung Gottes ausgerichtet ist. In einer Demokratie könnten so die Feinde des Islams herrschen und Gott als rechtmäßigen Herrscher ersetzen. So würden Gottes Gesetze durch eine Verfassung verdrängt. Der Säkularismus mache die Demokratie also zu einem schlechten System, welches nicht mehr durch Gottes Gesetze (Scharia) regiert werde. Sobald dies der Fall sei, regiere eine andere Religion die Menschen.
In einer Schrift von 1996 setzte er sich mit der jordanischen Verfassung auseinander und versuchte zu zeigen, dass sie nicht mit dem Islam vereinbar sei, weil sie anstelle der Scharia positives Recht zugrunde lege und darüber hinaus Dinge wie Pressefreiheit, Gleichheit vor dem Gesetz und Redefreiheit vorsehe, die im Widerspruch zum Islam ständen. Die Schrift wurde später von az-Zarqāwī und al-Qaida benutzt, um die ersten irakischen Wahlen im Januar 2005 zu diskreditieren.

## Gefängnisjahre, Auseinandersetzungen über den Takfīr
Nach dem Massaker an muslimischen Betenden in der Abrahamsmoschee in Hebron im Februar 1994 durch Baruch Goldstein veröffentlichte al-Maqdisī ein Fatwa, in dem er Selbstmordattentate in Israel guthieß. Daraufhin wurden er und mehrere seiner Anhänger im März/April 1994 verhaftet und zu einer 15-jährigen Haftstrafe verurteilt. Die jordanischen Behörden verwendeten in dieser Zeit für seine Gruppe die Bezeichnung Baiʿat al-Imām („Treueid für den Imam“). Al-Maqdisī streitet allerdings ab, dass seine Organisation jemals so hieß.
Während seine Anhänger zunächst in verschiedenen Gefängnissen untergebracht waren, wurden sie im April 1995 im Suwāqa-Gefängnis zusammengeführt. Während des Gefängnisaufenthalts rivalisierten al-Maqdisī und az-Zarqāwī um die ideologische Führungsrolle innerhalb der Gemeinschaft, wodurch ihr Verhältnis sehr spannungsgeladen war.
Eines der wichtigsten Themen während der Jahre im Gefängnis war die Frage des Takfīr, bei der sich al-Maqdisī immer wieder zu Klarstellungen veranlasst sah. Schon 1992/1993 hatte er dazu einen Brief an „einige Brüder“ geschrieben, die er vor Fehlinterpretationen seiner Lehre warnte. In dem Brief machte er deutlich, dass er keinesfalls die muslimischen Gesellschaften insgesamt als „ungläubig“ betrachtete, sondern nur die Herrschenden, die nicht die Scharia anwandten. Deshalb dürfe man auch allgemein gegen andere Muslime keinen Dschihad führen. Al-Maqdisī’s Sorge, dass er falsch verstanden werden könnte, hatte damit zu tun, dass in dieser Zeit dschihadistische Gruppen in Ägypten und Algerien ganze Gesellschaften für ungläubig erklärten und sich dementsprechend berechtigt ansahen, die Bevölkerung zu massakrieren.
Angegriffen wurden al-Maqdisīs Takfīr-Lehren in dieser Zeit auch von Muhammad Nāsir ad-Dīn al-Albānī, einem Gelehrten, der sich wie er der Salafīya zurechnet. Er hatte in seinem Buch „Warnung vor dem Zwist des Takfīr“ (at-Taḥḏīr min fitnat at-takfīr) al-Maqdisī indirekt kritisiert und gewarnt, dass eine Für-Ungläubig-Erklärung der Herrschenden zu Chaos und Blutvergießen führen könne. Al-Maqdisī antwortete darauf mit seiner Schrift Tabṣīr al-uqalāʾ, in der er al-Albānī des Murdschi'itentums bezichtigte. In Anspielung an den Titel von al-Albānīs Buch schrieb er dort: „Wahrlich, die Fitna des Unglaubens, der Apostasie und des Polytheismus ist schlimmer als die Fitna des Blutvergießens und das Töten.“ Al-Maqdisī ging in seiner Schrift besonders ausführlich auf die Bedeutung des Koranworts: „Diejenigen, die nicht nach dem entscheiden, was Gott herabgesandt hat, sind die Ungläubigen.“ (Sure 5:44) ein, das er als ein Beleg dafür betrachtete, dass es rechtmäßig sei, Politiker, die nicht die Scharia anwenden, für ungläubig zu erklären.
Al-Maqdisī legte seine Position zum Takfīr erneut im Oktober 1997 in seiner Schrift „Dies ist unser Bekenntnis“ (Hāḏihī ʿaqīdatu-nā) dar, in der er seine Glaubensüberzeugungen systematisch zusammenfasste. Auslöser dafür war nach seiner eigenen Aussage, dass ihm Personen Lehren zugeschrieben hatten, die er niemals vertreten hatte. In seiner Schrift wandte sich al-Maqdisī erneut gegen einen pauschalen Takfīr muslimischer Gesellschaften, betonte aber auch, dass der Dschihad gegen „ungläubige“ Herrscher und Nicht-Muslime Pflicht sei.
Als 1999 Abdullah zum neuen König Jordaniens wurde, erklärte er eine Amnestie für eine Anzahl politischer Gefangener, die auch al-Maqdisī und seinem langjährigen Gefährten az-Zarqāwī zugutekam. Während az-Zarqāwī sich daraufhin mit anderen Dschihadisten nach Afghanistan begab und dort mit Erlaubnis der Taliban bei Herat ein Trainingscamp für arabische Dschihadisten eröffnete, blieb al-Maqdisī in Jordanien und setzte seine Publikationsaktivitäten fort. Noch im Jahre 1999 veröffentlichte er eine Schrift mit dem Titel „Dreißiger-Abhandlung zur Warnung vor der Übertreibung beim Takfīr“ (ar-Risāla aṯ-Ṯalāṯīnīya fī t-taḥḏīr min al-ġulūw fī takfīr), in der er erneut davor warnte, andere Muslime blindlings zu „Ungläubigen“ zu erklären. Die Anschläge vom 11. September 2001 lobte al-Maqdisī dagegen öffentlich.
2002 richtete al-Maqdisī eine Website ein, auf der er nicht nur seine eigenen Bücher einstellte, sondern auch die Schriften anderer Dschihadisten. Im November des gleichen Jahres wurde er unter dem Verdacht, in ein Komplott zum Angriff gegen amerikanische Soldaten in al-Mafraq verwickelt zu sein, erneut verhaftet und bis Dezember 2004 in Untersuchungshaft gehalten.

## Bruch mit az-Zarqāwī, Vorwurf des Revisionismus
Im Jahre 2004 begann Abū Musʿab az-Zarqāwī im Irak mit terroristischen Aktivitäten, wobei er für seine Gruppe den gleichen Namen at-Tauhīd wa-l-dschihād benutzte, den al-Maqdisī auch für seine Website verwendete. Al-Maqdisī war darüber sehr erbost und schrieb aus dem Gefängnis einen Brief an az-Zarqāwī unter dem Titel „Hilfe und Ratschlag“ (Munāṣara wa-munāsaḥa), in dem er dessen brutales Vorgehen gegen die Schiiten im Irak kritisierte und ihm vorwarf, seinen religiösen Status als Scheich auszunutzen, um der eigenen Gruppe größere religiöse Legitimität zu verleihen. Al-Maqdisī distanzierte sich in diesem Brief ausdrücklich von az-Zarqāwī und beschrieb ihn als „einen Mann, der den Dschihad liebt und keine Geduld zum (religiösen) Wissen, zum Unterricht und zur Daʿwa hat.“ Außerdem wies er auf az-Zarqāwīs Bedarf nach einem gelehrten Berater hin, der ihm in seiner schwierigen Situation mit Ratschlägen, Ermahnungen und Hilfe zur Seite stehe. Um die gleiche Zeit, im Juli 2004, verfasste al-Maqdisī außerdem ein Buch mit dem Titel „Auseinandersetzungen mit den Früchten des Dschihad“ (Waqfāt maʿa ṯamarāt al-ǧihād), in dem er anderen Dschihādīs, die er kannte, ähnliche Vorwürfe machte wie az-Zarqāwī. Az-Zarqāwī reagierte auf die Kritik im Oktober 2004, indem er sich von al-Maqdisī abwandte, Osama bin Laden den Treueid leistete und seine Organisation in „Organisation der Qāʿida des Dschihad im Zweistromland“ (Tanẓīm Qāʿidat al-Ǧihād fī Bilād ar-Rāfidain) umbenannte.
Obwohl al-Maqdisī am 28. Dezember für unschuldig befunden wurde und seine Untersuchungshaft damit endete, fand seine wirkliche Entlassung aus der Haft erst am 28. Juni 2005 statt. Wenige Tage später, am 5. Juli 2005, gab al-Maqdisī dem arabischen Nachrichtensender al-Jazeera ein Interview und verurteilte darin erneut az-Zarqāwīs Aktivitäten im Irak. Er warf ihm vor, andere Muslime anzugreifen und mit seiner Brutalität das Bild des Islams zu beschädigen. Den Vorwurf, dass er nur aus Opportunismus az-Zarqāwī kritisiert habe, wies al-Maqdisī mit Verweis auf seine „Dreißiger-Abhandlung“, in der er bereits die gleichen Auffassungen geäußert habe, zurück. Az-Zarqāwī antwortete auf al-Maqdisīs Kritik in einer öffentlichen Erklärung, in der er ihm vorwarf, keine Ahnung von den Vorgängen im Irak zu haben.
Da al-Maqdisī jegliche Medienkontakte verboten worden waren, brachte ihm das Interview mit al-Jazeera einen erneuten Gefängnisaufenthalt ein. Am 6. Juli 2005 wurde er erneut verhaftet. Als er im März 2008 aus dem Gefängnis entlassen wurde, berichteten seine Verwandten zwar, dass er sich aus dem öffentlichen Leben zurückziehen wolle, doch war er ab Ende des Jahres erneut in polemische Auseinandersetzungen mit anderen Dschihadisten in Jordanien wie im Internet verwickelt. Diesen warf er vor, „Extremisten des Takfīr“ (ġulāt at-takfīr) und Charidschiten zu sein, weil sie äußerst schnell dabei waren, Mitmuslime zu „Ungläubigen“ zu erklären. Umgekehrt kritisierten ihn die gegnerischen Dschihadisten, dass er als Revisionist eine falsche Ideologie verbreite und sich nicht in ausreichendem Maße als Dschihad-Kämpfer profiliert habe. In Jordanien zirkulierende Dokumente verwiesen darauf, dass al-Maqdisī immer nur zum Dschihad aufgerufen habe, ohne selbst daran teilgenommen zu haben. Dschihadistisch-salafistische Gruppen im Gazastreifen und Nordkaukasus erkannten ihn jedoch weiter als religiöse Autorität an. Seinen Lebensunterhalt bestritt al-Maqdisī damals mit einem Laden für Duftkräuter und Honig, in dem seine Söhne arbeiteten. Unter dem Vorwurf, Terroristen zu rekrutieren, wurde er allerdings im September 2010 erneut verhaftet und im Juli 2011 zu fünf Jahren Haft verurteilt.

## Positionierung gegenüber der ISIS-Organisation
Im Frühjahr 2014 äußerte sich al-Maqdisī mehrfach kritisch gegenüber der Organisation „Islamischer Staat im Irak und in Syrien“ (ISIS). So verurteilte er im Januar in einer öffentlichen Erklärung Fatwas der ISIS, nach denen Muslime verpflichtet sind, ihrem Kalifen Abū Bakr al-Baghdādī den Treueid zu leisten. Er äußerte, dass derartige Fatwas zu Blutvergießen zwischen Muslimen und zu Illoyalität der Dschihadisten gegenüber dem al-Qaida-Führer Aiman az-Zawahiri führen würden. Im Mai 2014 äußerte er sich erneut kritisch gegenüber der ISIS, bezeichnete sie als eine „abartige Organisation“, und forderte die Dschihad-Kämpfer in Syrien auf, sich der al-Nusra-Front anzuschließen. Er habe sich persönlich bemüht, zwischen den verschiedenen dschihadistischen Milizen in Syrien einen Frieden zu vermitteln, doch seien diese Bemühungen von der ISIS abgewiesen worden. Bemerkenswert war die Erklärung auch deswegen, weil al-Maqdisī darin az-Zawāhirī als seinen „geliebten Bruder“, „Scheich“ und „Kommandeur“ bezeichnete.
Im Juni 2014 wurde al-Maqdisī überraschend aus der Haft entlassen. Von Beobachtern der islamistischen Szene wurde dies in einen direkten Zusammenhang mit seinen vorausgegangenen ISIS-kritischen Äußerungen gestellt. Sie äußerten die Vermutung, dass die jordanischen Behörden durch die Freilassung al-Maqdisīs versuchen, den Einfluss der in Jordanien sehr populären ISIS-Organisation zurückzudrängen. Al-Maqdisī soll bei den dschihadistischen Kreisen, die Sympathien für die ISIS-Organisation hegen, große Autorität besitzen.
Tatsache ist allerdings, dass al-Maqdisī seit seiner Freilassung seine Bemühungen vor allem darauf richtet, einen Ausgleich zwischen den islamistischen Organisationen in Syrien herzustellen. Ende September 2014 veröffentlichte er mit anderen dschihadistischen Ideologen einen Aufruf, der fordert, dass „im Angesicht des kreuzfahrerischen Angriffs auf unsere muslimischen Brüder im Irak und Syrien“ die Dschihadisten ihre internen Streitigkeiten beenden sollten. Laut diesem Aufruf sind die US-amerikanischen Angriffe auf die IS-Miliz „ein Angriff auf den Islam insgesamt, nicht auf eine spezifische Organisation“.

## Bemühungen um die Freilassung von Peter Kassig
Im Oktober 2014 wurde al-Maqdisī von dem New Yorker Rechtsanwalt Stanley Cohen kontaktiert und gebeten, sich für die Freilassung der amerikanischen Geisel Peter Kassig einzusetzen. Geplant war, dass sich al-Maqdisī bei seinem früheren Schüler Turki al-Binali, der eine führende Rolle bei der Organisation „Islamischer Staat“ (IS) spielt, für Kassig verwenden sollte. Al-Maqdisī nahm daraufhin tatsächlich Kontakt mit al-Binali auf. Bevor jedoch seine Vermittlungsbemühungen Erfolg zeigen konnten, wurde er erneut von den jordanischen Behörden verhaftet, die ihm vorwarfen, das Internet zur Verbreitung der Propaganda dschihadistischer Organisationen zu verwenden. Seine Verhaftung erfolgte am 27. Oktober 2014. Peter Kassig wurde wenige Tage später, am 16. November 2014, von der IS-Miliz enthauptet.